# Ian Bryson
James Ian Cook Bryson (Kilmarnock, 20 marzo 1962) è un ex calciatore scozzese, di ruolo centrocampista.

## Carriera
Ha giocato nella prima divisione inglese ed in quella scozzese, oltre che nella seconda divisione inglese.

## Palmarès

### Club

#### Competizioni nazionali
- Campionato inglese di quarta divisione: 1

Preston: 1995-1996